# Mike Beebe
Mike Beebe (født 28. december 1946) er en amerikansk politiker for det demokratiske parti. Han var guvernør i delstaten Arkansas fra 2007-15